# James Hamilton, 3:e earl av Arran

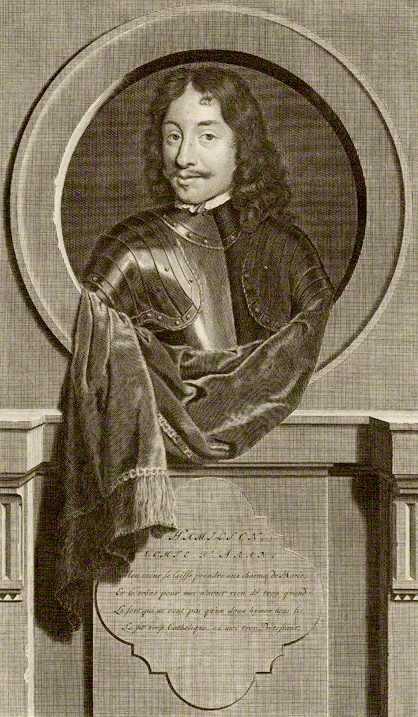
James Hamilton, 3:e earl av Arran.

James Hamilton, 3:e earl av Arran, född 1530, död 1609, son till James Hamilton, 2:e earl av Arran, bror till John Hamilton, 1:e markis av Hamilton och Claud Hamilton, 1:e lord Paisley.
Hamilton var i unga år påtänkt av Henrik VIII till gemål åt prinsessan Elisabet, medan hans fader däremot sökte åt honom vinna Maria Stuarts hand. Han blev 1550 befälhavare för skotska gardet i Frankrike, övergick där till protestantismen och anhöll 1560 förgäves om drottning Elisabets hand. På uppmaning av John Knox friade han kort därpå, ävenledes utan framgång, till Maria Stuart. 
Hamilton, som redan vid denna tid började visa tecken till sinnesrubbning, röjde våren 1562 för drottningen, att Bothwell rått honom att mörda Darnley och med våld tvinga henne till giftermål; båda fängslades, men Bothwell lyckades snart rymma. Hamilton blev däremot fri först 1566 och befanns då vara obotligt sinnessjuk.